# Игнаци Мошчицки
Игна̀ци Мошчѝцки, герб Шлеповрон (на полски: Ignacy Mościcki) е полски химик и политик, президент на Полша (1926 – 1939) с най-дълго управление в историята на страната (13 години).

## Биография
Роден е на 1 декември 1867 година в Межаново, малко село близо до Чеханов. Семейството му произхожда от Мошчице, Мазовше. Дядото на Игнаци Мошчицки взима участие в Ноемврийското въстание, а баща му и неговите чичовци са участници в Януарското въстание.
Игнаци Мошчицки има 5 братя и сестри – Витолд Ян, Александра, Владислав, Зофия и Людвик.
Първоначално учи в гимназията в Плоцк. По-късно, след като родителите му се местят в Скербешув, започва да посещава гимназията в Замошч. Заради русификацията, на която бил подлаган се мести да учи във Варшава. Проявява изключителен талант в природо-математическите науки.
Учи химия в Рига. По време на своето следване става член на студентската корпорация „Велеция“. В Рига основава т.нар. „образователен кръг“ сред полските студенти и войниците от местния гарнизон. Заедно с други членове от „Велеция“ се присъединява към Националната лига, а по-късно към Съюза на полските младежи „Zet“. Завършва обучението си в Рига през 1891 г.
На 22 февруари в Плоцк Игнаци Мошчицки се жени за Михалина Чижевска.
Дейността на „Zet“ не удовлетворява Мошчицки и той се свързва със социалистическото движение. Бил е сътрудник във Втория пролетариат (полска социално-революционна партия в Руската империя). Участва дори в приготовленията за нападение срещу варшавския генерален губернатор Йосиф Хурко, което всъщност не се състои, тъй като разбират царските власти. Мошчицки е заплашен с арест и избягва в Лондон. Там продължава следването си в Technical College във Финсбъри и в Patent Library и едновременно с това работи – най-напред като дърворезбар, после бил помощник-фризьор (въпреки тежкото си финансово състояние предизвиквал истинска сензация сред клиентите като отказвал да взима бакшиши заради чувството си за чест. Благодарение на финансовата помощ от майка му успява да придобие завод за производство на кефир. Това му начинание обаче не завършва успешно. После се заема с дърводелство и инкрустиране на мебели.
По време на престоя си във Великобритания продължава своята дейност в социалистическото движение. Член е на лондонската секция на Съюза на чуждестранните полски социалисти. През 1895 и 1896 г. е в управата на организацията. Занимава се също така с издаването на списанието „Przedświt“. През 1896 г. се запознава с Юзеф Пилсудски.
През 1893 г. в Лондон се ражда дъщерята на Мошчицки, която обаче умира много бързо от коклюш. Мошчицки преживява нервен срив. През 1894 г. се ражда синът му Михал, а през 1897 г. дъщеря му Хелена.
През 1897 г. университетът в Лиеж му предлага работа. По същото време получава предложение и от Фрибур. Поради съображения за сигурност и заради това, че владее немски, Мошчицки решава да замине за Швейцария. Установява се там и започва научната си кариера.
На 19 юли 1898 г. се ражда синът му Юзеф Виктор, а на 1 април 1899 г. – Франчишек Людвик. И трите му сина стават офицери в резерва на полската войска, а Юзеф и Франчишек са удостоени с Кръст за храброст.

## Научна кариера
На 19 октомври 1897 г. започва допълнително обучение по физика и математика в университета във Фрибур. В годините 1897 – 1901 е асистент на Юзеф Веруш-Ковалски като специализира електрохимия. После става технически ръководител във фирмата Société de l’Acide Nitrique (предприятието е основано от проф. Ковалски с капитал, който в по-голямата си част се намира в полски ръце), която финансира изследванията на Мошчицки. Дружеството отваря фабрика за азотна киселина, която се произвежда по авторския метод на Мошчицки, с помощта на електроенергия, свързвайки азота с въздух. По това време нуждата от азотна киселина била огромна. Това било свързано с изчерпването на натриевия нитрат, който се използвал за неговата продукция. За използването на метода на Мошчицки са били необходими кондензатори с високо напрежение. Тогава те не са били произвеждани, затова учения трябвало лично да се заеме с тяхната конструкция. Скоро сам изработил стъклен кондензатор за високо напрежение и го патентовал. Стойността на изобретението се оценява на един милион франка. Продължавайки експериментите си в посока извличането на азот, Мошчицки провежда изследвания в областта на електричеството, като се превръща в световен авторитет. Негово достижение е откриването на начина за защита на електронната мрежа срещу разрушителния ефект на електрическия разряд, което веднага било приложено в цяла Европа.
В същото време Мошчицки продължавал изследванията си върху метода за получаване на азот от атмосферата, резултат от което е изработване на по-ефективна технология за реакцията на кислорода и азота в електрическата дъга с използването на въртящия момент в магнитното поле. През 1908 г. голямото швейцарско предприятие Aluminium Industrie A.G. Neuhausen започва строежа на фабрика за азотна киселина в Чипис. Две години по-късно, в предприятието проектирано, изградено и пуснато в действие от полския химик, е изградена първата цистерна за азотна киселина.
По време на работата си върху азотната киселина Мошчицки разработва технология за синтеза на циановодорода, която скоро също е приложена в продукцията. Лишен от всякакви финансови затруднения, Мошчицки живеел заедно с жена си и четирите си деца във вилата „Mont Blanc“ в подножието на Алпите, където с удоволствие оказвал гостоприемство на пътуващите полски студенти. Гостува му и Йозеф Пилсудски, когато посещава Швейцария.
В началото на 1912 г. отхвърля предложение за работа в частна лаборатория в Цюрих. Воден от носталгията, приема офертата на Лвовската политехника като „Ръководител по физическа химия и техническа електрохимия“. През същата година учебното заведение го удостоява и с титлата доктор хонорис кауза за заслуги в областта на науката и промишлеността.
В същото време се занимава с проектиране на химическа апаратура, работи върху методите за получаване на азотна киселина, цианид и нефтопродукти. Резултат от тези действия са поредните патенти (между другото за отделяне на нефта от водата), които скоро превръщат Мошчицки в доста заможен човек.
През 1915 г. става декан на Химическия факултет на Лвовската политехника. През 1916 г. регистрира дружество с изключително участие на полски капитал „Институт за научни и технически изследвания – Метан“, което Мошчицки управлява заедно с д-р Кажимеж Клинг от Лвовския университет. Благодарение на продажбите на технологията, предприятието се оказва печелившо, което води до създаване на стипендиантски фонд за млади инженери.
Издават научното списание „Метан“, което после преименуват на „Химическа промишленост“. В Института Мошчицки разработва и патентова метод за използване на нефтената емулсия, която дотогава не е използвана и е била опасна за околната среда.
През годините 1919 – 1920 регистрира 6 патента в областта на дестилацията и фракционирането на нефт. Разработва и метод за получаване на бензин от природен газ, патентова начина за хлориране на метан.
През 1917 г. ръководи конспиративното събрание на Лигата на полската независимост, чиято цел била консолидацията на независимите партии и организации. Неговата съпруга е една от основателките на Лига на жените в Лвов, а двамата му синове участват в Полските легиони. Когато в края на 1919 г. Мошчицки се отправя към Швейцария, получава задача от тогавашния министър на външните работи да убеди Габриел Нарутович, който тогава работи в политехниката в Цюрих, да се върне в страната.
По това време Мошчицки подчертава важността на лошата ситуация на химическата индустрия в Полша, като апелира този икономически клон да се опира на националните суровини, което е трябвало да я направи независима от чуждестранните фирми. Изказвал се също за държавната собственост на химическите заводи, както и за изграждане на технологични съоръжения концентрирани в един изследователски център. 
Тези предложения не са приети от държавната власт, затова Мошчицки решава да ги реализира с помощта на социални средства. От неговата инициатива, на 22 март 1922 г. участниците в „Метан“ предават своето имущество в полза на новосъздадения Химико-изследователски институт. Игнаци Мошчицки управлява института от 1922 до 1926 г. Строежът на седалището на Института във Варшава започва през август 1925 г. Институтът отваря на 14 януари 1928 г., когато Мошчицки вече е президент на Полша.
След възвръщане на свободата и връщането на Полша земите на Горен Шльонск през юли 1922 г., Мошчицки е избран за директор на Държавната фабрика за азотни съединения в Хожув. Предприятието било плячкосано и нямало никаква техническа документация. Въпреки мненията, че без немско сътрудничество предприятието няма да стартира и въпреки опитите за саботаж, фабриката започва производство след две седмици, а след няколко месечните нововъведения от Мошчицки, продукцията на калциев цианамид и калциев карбид е многократно увеличена и разширена с амоняк, азотна киселина, амониев нитрат – което направило Полша напълно независима от импорта.
През академичната 1925/1926 г. Мошчицки е избран за ректор на Лвовската политехника, а през есента на 1925 г. оглавява катедрата по техническа електрохимия на Варшавската политехника. От януари 1926 г. негов асистент е инж. Якуб Залески.
Автор е на 60 научни труда и над 40 патента. През 20-те г. е председател на Полското химическо общество. Активен член е и на Академията на технически науки във Варшава и Научното общество в Лвов. Доктор хонорис кауза на 17 учебни заведения, сред които са Лвовската и Варшавската политехника.

## Президент на Република Полша
След майския преврат на Йозеф Пилсудски, на 1 юни 1926 година Мошчицки, някогашен сподвижник на Пилсудски в Полската социалистическа партия, е избран за президент на Полша от Народното събрание по препоръка на Пилсудски (след като той самият отказва да поеме този пост). В ролята си на президент Мошчицки е силно подчинен на Пилсудски и никога не изразява открито несъгласие с водачеството на маршала.
В първото гласуване получава 215 гласа от Народното събрание, Бнински – 211, а Зигмунт Марек – 56. На 1 юни, по време на второто гласуване, Мошчицки получава 281 гласа, а Бнински получава подкрепа само от 200 души. С това Мошчицки става третият президент на Република Полша, след Габриел Нарутович и Станислав Войчеховски. Полага клетва на 4 юни 1926 г. Заедно със семейството си заживява в Кралския замък във Варшава.
Докато Юзеф Пилсудски е жив, Игнаци Мошчицки изпълнява предимно представителни функции като президент. Въпреки разширяването на правата на държавния глава от т.нар. августовска новела, решаващият орган е Маршала. Самият президент се съсредоточава преди всичко върху икономическото развитие на страната. Пилсудски се отнася с голямо уважение към Мошчицки, като следва точно протокола. Маршалът управлява реалната власт в държавата, но се опитва да увеличи престижа на президентския кабинет. Въпреки това Мошчицки е възприеман като човек, управляван от Пилсудски. До 1935 г. Игнаци Мошчицки съсредоточава своите интереси преди всичко върху индустрията и икономиката на полската държава, приемайки всички решения на маршал Пилсудски.
Въпреки доминацията на Пилсудски и групата на неговите най-близки партньори на политическата сцена, през 1929 г. започва да се оформя група от политици, която вижда надежда във фигурата на Игнаци Мошчицки като техен водач след смъртта на маршала.
През 1930 г. започват мощни атаки срещу Мошчицки. Членовете на т.нар. Центролев са убедени, че президентът не се противопоставя на никакви решения на Пилсудски. В отговор на тези атаки управляващата партия се стреми да лансира популярността на Мошчицки. На 1 февруари 1930 г. тържествено е отбелязван имения ден на Мошчицки и по този случай са публикувани статии, които прославят действията на президента.
На 18 август 1932 г. умира първата съпруга на Мошчицки – Михалина. Година след това президентът се жени повторно – неговата избраница е бившата му секретарка Мария Нагурна.
През 1933 г. приключва мандатът на Мошчицки като президент на Полша. Заседанието на Народното събрание за избиране на следващия президент се пада на 1 юни същата година. Пилсудски обаче решава, че ще се състои месец по-рано. Първоначално той не изразява мнение кой трябва да седне на президентското място. В крайна сметка става ясно, че отново подкрепя Мошчицки, който е преизбран на длъжността президент на Република Полша на 8 май 1933 г. Мошчицки получава 332 гласа.
Преизбирането на Мошчицки подсилва позицията му в лагера на Полското оздравяване (Санацията). Оттогава се ангажира повече с политика – повлиява за избирането на Януш Йенджейевич за шеф на кабинета през май 1933 г., в състава на Съвета на министрите започват да влизат хора свързани с Мошчицки – Емил Калински, Юлиуш Понятовски и Мариан Зиндрам-Кошчялковски.

## След смъртта на Пилсудски
През април 1935 г. влиза в сила априлската конституция, която дава повече права на полския президент. На 12 май умира Юзеф Пилсудски. Сред неговите бивши колеги започва състезание за властта. За Мошчицки проблем бил фактът, че е положил клетва за президент с мартенската конституция. Предполага се, че след като влезе в сила новата конституция, той трябва да подаде оставка. Освен това за следващ президент на страната Пилсудски предвиждал най-вероятно Валери Славек – един от авторите на априлската конституция. Славек също смята, че съгласно волята на маршала след неговата смърт Мошчицки трябва да подаде оставка и да му даде благословията си като следващ президент. Но не става така. Президентът отговорил на искането на Славек, че маршала му предлагал да подаде оставка единствено тогава, когато се почувства изморен от изпълняваните задължения. Мошчицки разполагал и с експертизи подготвени от професори по право, които потвърждават, че той не е длъжен на подаде оставка.
Следващият ход на Мошчицки е подписването на тайно споразумение с генерал Едвард Ридз-Шмигли, чиято цел била изключването на Славек от управляващия лагер. Мошчицки го назначава за Главен инспектор на въоръжените сили веднага след смъртта на Пилсудски, разчитайки на това, че той няма да е политически активен.
Съставът на следващия кабинет, в който премиер става Фелициан Славой Складовски, е съставен от Мошчицки и Ридз-Шмигли.
На 10 ноември 1936 г. Игнаци Мошчицки назначава Едвард Ридз-Шмигли за маршал на Полша. Това събитие не било прието добре от последователите на Пилсудски.
На 13 септември 1938 г. президентът Мошчицки разпуска Сейма и Сената IV каденция и назначава парламентарните избори за 6 ноември 1938 г.

## Война и емиграция
Началото на войната намира президента в Спала (Лодзко войводство). Заради заплаха от бомбардировка на Кралския замък президентът е преместен от Спала до местността Блота близо до Варшава. Съгласно априлската конституция Мощчицки определя за свой заместник като президент Ридз-Шмигли. Заради бързото навлизане на немските войски държавния глава е принуден да замине за Олика, където заживява в замъка на Радживилув. По-късно на 14 септември президентът премества седалището си в имението на семейство Кшищофович в Залуче Гурне. Когато на 17 септември президентът получава информация за навлизането на руската войска в Полша, по време на заседание с участието на Мошчицки, Ридз-Шмигли, министъра на външните работи Юзеф Бек и премиера Складовски в гр. Кути, взимат решение за незабавно преминаване на границата с Румъния.
Мошчицки продължава да бъде президент до септември 1939 година, когато е интерниран в Румъния и е принуден от Франция да си подаде оставка. Прехвърля поста си на Владислав Рачкевич, след като първият му избор за политически наследник е отхвърлен от френското правителство.

## Последни години
След предаването на кабинета Мошчицки планира да замине за Швейцария. В годините 1908 – 1920 притежава швейцарско гражданство, бил също така почетен гражданин на Фрибурската община. Румънските власти му позволяват, но Германия се противопоставя на това заминаване. Подслон му предлага президентът на САЩ Франклин Рузвелт. Но Мошчицки е бил категоричен за това пътуване. Интервенция от страна на американското правителство принуждава властите на Румъния да изразят съгласие. Също така генерал Шикорски препоръчва на полското посолство в Букурещ да оказва всякаква помощ на Мошчицки. Президентът пребивава в Румъния до декември 1939 г. 
Пристига в Швейцария през Милано, където се среща с Болеслав Венява-Длугошовски. Първоначално работи във Фрибур, където му позволяват да продължи научната си работа. В този период описва своите спомени (успява да стигне до 1932 г.), които са публикувани в списание „Независимост“, издавано в Ню Йорк през годините 1979 – 1981. В продължение на 5 месеца води лекции във Фрибурския университет. През 1940 г. се мести в Женева, където работи в химическа лаборатория.
Здравословното му състояние се влошава след 1943 г. Умира на 2 октомври 1946 г. в дома си близо до Женева. По негово собствено желание, бива погребан на местното гробище, а на гроба му е поставен обикновен, дървен кръст с инициали „И.М.“
През 1993 г. по инициатива на президента Лех Валенса и архиепископа Юзеф Глемп, останките на Мошчицки са пренесени в криптата на катедралата „Св. Йоан Кръстител“ във Варшава.
Символичен гроб на Игнаци Мошчицки се намира и на варшавското гробище Повонзки, където е погребана и Мария Мошчицка.
Архив на Игнаци Мошчицки, създаден от съпругата му Мария Мошчицка, както и събрани предмети свързани с него, се намират в архива на манастира в Ясна Гура.

## Семейство и личен живот
Игнаци Мошчицки се жени два пъти. С първата му съпруга Михалина имат трима синове: Михал, Юзеф (и двамата били дипломати) и Франчишек (инженер химик), както и дъщеря Хелена. Година след смъртта на Михалина се жени повторно.
Игнаци Мошчицки бил запален ловец, един от основателите на Съюз на полските ловци и инициатор на честванията в Полша на деня на св. Хубер, който е покровител на ловците.

## Ордени и отличия
- По случай заемането на длъжността президент на Република Полша, Игнаци Мошчицки става кавалер на Ордена на Белия Орел и председателстващ неговия Капитул, а също така и кавалер на Ордена на възродена Полша I степен и председателстващ неговия Капитул.
- Командорски кръст със звезда на Ордена на Възродена Полша (2 май 1924 г.)
- Кръст за независимост с мечове (6 декември 1930 г.)
- Бронзов медал за дълголетна служба (март 1938 г.)
- Почетен медал на Лигата за въздушна и противогазова отбрана I степен (30 ноември 1933 г.)
- Почетен медал на Полския червен кръст I степен (1935 г.)
- Орден „Св. св. Кирил и Методий“ (10 март 1928 г., България)
- Орден „За гражданска заслуга“ I степен (10 март 1928 г., България)
- Орден на Серафима (юни 1936 г., Швеция)
- Орден на Соломон (Етиопия)
- Орден на Пахлави (23 септември 1936 г., Иран)
- Голям кръст на Ордена за заслуги (януари 1929 г., Унгария)
- Голям кръст с верига на Ордена на Карол I (1929 г., Румъния)
- Голям кръст на Ордена на трите звезди (2 май 1929, Латвия)
- Голяма лента на Кръста на Малтийския орден (22 февруари 1930 г.)
- Голяма лента на Ордена на Бялата роза (1 март 1930 г., Финландия)
- Голям кръст с верига на Ордена за заслуги (4 април 1931 г., Чили)
- Голям кръст на Ордена на Спасителя (17 април 1931 г., Гърция)
- Голям кръст с верига на Ордена на св. Карло (Монако)
- Велик офицер на Ордена на Христос (21 октомври 1931 г., Португалия)
- Голям кръст на Ордена на св. Бенедикт (Португалия)
- Голяма лента на Ордена на Леополд (Белгия)
- Голям кръст на Ордена на почетния легион (Франция)
- Голям кръст на Ордена на Южния кръст (13 юни 1935 г., Бразилия)
- Голяма лента на Ордена на Бялата звезда (9 ноември 1938 г., Естония)
- Голяма лента на Ордена на Червения кръст (25 юни 1935 г., Естония)
- Голяма лента на Ордена на Хризантемата (август 1936 г., Япония)
- Голям кръст с верига на Ордена на свети Олаф (ноември 1936 г., Норвегия)
- Голяма лента на Ордена „Звездата на Карагеорги“ (5 април 1937 г., Югославия)
- Голям кръст на Ордена за заслуги (1937 г., Румъния)

## Почести
Мошчицки притежава много титли, с които е удостоен от полски и чуждестранни учебни заведения:
- Почетен член на Полското химическо общество (1926)
- Почетен член на Асоциация на полските електроинженери (1930)
- Почетен член на Румънското химическо общество
- Почетен член на Академията на технически науки във Варшава
- Покровител на Съюза на полското скаутство (от 1926)
- Почетен командир на Полския яхт клуб

Игнаци Мошчицки става почетен гражданин на Гдиня (1928), Млава (26 май 1930), Висла (31 януари 1931), Лвол (16 юни 1936), Хожув (януари 1937), Дрохобич (април 1937) и др.
|  | Тази страница частично или изцяло представлява превод на страницата Ignacy Mościcki в Уикипедия на полски. Оригиналният текст, както и този превод, са защитени от Лиценза „Криейтив Комънс – Признание – Споделяне на споделеното“, а за съдържание, създадено преди юни 2009 година – от Лиценза за свободна документация на ГНУ. Прегледайте историята на редакциите на оригиналната страница, както и на преводната страница, за да видите списъка на съавторите. ВАЖНО: Този шаблон се отнася единствено до авторските права върху съдържанието на статията. Добавянето му не отменя изискването да се посочват конкретни източници на твърденията, които да бъдат благонадеждни. |